# Gare de Zushi
La gare de Zushi (逗子駅, Zushi-eki) est une gare ferroviaire de la ville de Zushi, dans la préfecture de Kanagawa, au Japon. La gare est gérée par la JR East.

## Situation ferroviaire
La gare de Zushi est située au point kilométrique (PK) 57,8 de la ligne Yokosuka.

## Histoire
La gare a été inaugurée le 16 juin 1889.

## Service des voyageurs

### Accueil
La gare dispose d'un bâtiment voyageurs, avec guichets, ouvert tous les jours.

### Desserte
- Ligne  Yokosuka :
  - voies 1 à 3 : direction Ōfuna, Yokohama et Tokyo (interconnexion avec la ligne Sōbu pour Chiba)
  - voies 2 et 3 : direction Kurihama
- Ligne  Shōnan-Shinjuku :
  - voies 1 et 2 : direction Ōfuna, Yokohama, Shinjuku et Ōmiya

### Intermodalité
La gare de Zushi･Hayama (ligne Keikyū Zushi) est située à 200 mètres de la gare.